# Међународни рачуноводствени стандард 19
МРС 19 - Накнаде запосленима
Циљ овог стандарда је да пропише рачуноводствени поступак и обелодањивање за накнаде запосленима. Овим стандардом се од предузећа захтева да призна:
1. обавезу у случају када је запослени радио у замену за накнаде запосленима, које ће бити исплаћене у будућности; и
2. расход, у случају када предузеће остварује економску корист од рада који запослени остварује у замену за накнаде запосленима.
Овај стандард примењује послодавац приликом рачуноводственог обухватања накнада запосленима које проистичу из уговора са запосленима, а који могу бити појединачни, са групама запослених или са њиховим представницима. Накнаде запосленима обухватају : зараде ; доприносе за социјално осигурање, плаћени годишњи одмор, плаћено боловање, учешће у добити и сл. Накнаде могу бити и неновчане као што су : здравствена заштита, станови, службени аутомобили, бесплатна или субвенционисана роба или услуге. Накнаде запосленима предузеће даје у замену за извршени рад запослених и приказује као трошак у билансу успеха.